# Барбша
Барбша (фр. Barbechat) је насељено место у Француској у региону Лоара, у департману Атлантска Лоара.
По подацима из 2011. године у општини је живело 1301 становника, а густина насељености је износила 110,63 становника/km².

## Демографија
| 1962. | 1968. | 1975. | 1982. | 1990. | 2011. |
| ----- | ----- | ----- | ----- | ----- | ----- |
| 584   | 608   | 566   | 808   | 905   | 1.301 |